# Jamestown (Colorado)
Pour les articles homonymes, voir Jamestown.
Jamestown est une ville américaine située dans le comté de Boulder dans le Colorado.

## Démographie
| 1890 | 1900 | 1910 | 1920 | 1930 | 1940 |
| ---- | ---- | ---- | ---- | ---- | ---- |
| 212  | 164  | 157  | 150  | 69   | 190  |

| 1950 | 1960 | 1970 | 1980 | 1990 | 2000 |
| ---- | ---- | ---- | ---- | ---- | ---- |
| 118  | 107  | 185  | 223  | 251  | 205  |

| 2010 | - | - | - | - | - |
| ---- | - | - | - | - | - |
| 274  | - | - | - | - | - |

Selon le recensement de 2010, Jamestown compte 274 habitants. La municipalité s'étend sur 0,62 milles carrés (1,61 km2).